# Anomala simalurensis
Anomala simalurensis är en skalbaggsart som beskrevs av Ohaus 1914. Anomala simalurensis ingår i släktet Anomala och familjen Rutelidae. Inga underarter finns listade i Catalogue of Life.